# 기동전사 건담 GQuuuuuuX
《기동전사 건담 GQuuuuuuX》(일본어: 機動戦士Gundam GQuuuuuuX 기도센시 간다무 지쿠아쿠스[*], 영어: Mobile Suit Gundam: GQuuuuuuX)는 일본의 로봇 애니메이션으로, 건담 시리즈의 16번째 본편이다. 닛폰 TV에서 2025년 4월 9일부터 6월 25일까지 방송되었다. 건담 시리즈를 다루는 선라이즈와, 에반게리온 시리즈를 다루는 스튜디오 카라가 처음으로 공동으로 제작하는 작품이 된다.

## 줄거리
1년전쟁 종결로부터 5년 후인 우주세기 0085년. 사이드 6 이즈마 콜로니에 사는 여고생 아마테 유즈리하는 경찰에게서 도망 중이던 전쟁 난민 소녀 냐안과 부딪히면서 그녀가 운반하던 비합법 MS용 설치 장치를 우연히 손에 넣는다. 흥미를 품은 아마테는 디바이스를 추적해 온 냐안과 함께, 배송지인 정크 가게 카네반 유한공사가 거점으로 하는 난민 구역에 도달한다. 한편 실종된 샤아의 수색 임무를 맡았던 샤리아 불은 붉은 건담이 이즈마 콜로니에서 확인됨에 따라 오메가 사이코뮤를 탑재한 최신예 MS의 GQuuuuuuX(지쿠악스)를 투입한다. 그러나 기체를 맡긴 이그자베 올리베는 성능을 이끌어내지 못하고 기체째 콜로니 내부로 파고들고 군경도 개입해 사태는 혼돈으로 치닫는다. 난민구역에 대한 피해에도 아랑곳하지 않는 군경의 횡포에 분노한 아마테는 혼란을 틈타 탑승한 지쿠악스의 오메가 사이커뮤니케이션을 기동시키는 데 성공해 군경의 MS를 격파한다.

## 등장인물

### 주요 인물
아마테 유즈리하
성우 - 쿠로사와 토모요
이 작품의 주인공. 이즈마 콜로니에서 어머니 타마키와 사는 보통의 여고생이었지만, 지쿠악스를 타는 것으로 파일럿의 소질이 개화해, 카네반 유한공사의 클랜 팀 '포메라니안즈'로 엔트리 네임 '마츄'를 자칭해 클랜 배틀에 참전 한다.
냐안
성우 - 이시카와 유이
비합법적인 운반책 아르바이트를 하는 전쟁 난민 소녀. 유년기에 전쟁터가 된 고향 콜로니에서 MS로 탈출하여 가족과 생이별한 과거를 가진다.
슈우지 이토
성우 - 츠치야 신바
샤아의 실종 후 붉은 건담과 함께 나타난 의문의 소년. 자신이 마개조한 사족보행형 로봇 '콘치'를 데리고 있다. 여러 콜로니에 출몰해서는 외벽에 그래피티를 그리기 위해 경찰과 지온 공국군으로부터 신병을 쫓는다.

### 이즈마 콜로니

#### 카네반 유한공사
안키
성우 - 이세 마리야
카네반 유한공사의 여성 사장.
제지
성우 - 토쿠모토 유키토시
카네반 유한공사의 구성원. 클랜의 파일럿.
나부
성우 - 치바 쇼야
카네반 유한공사의 구성원. 실무 담당.
케인
성우 - 나가노 유스케
카네반 유한공사의 구성원. 메카닉 담당.
포메라니안
성우 - 에치고야 코스케
제지가 기르는 검은 포메라니안.
하로
성우 - 쿠기미야 리에
많은 '건담 시리즈'에 등장하는 구(球)형 로봇.

#### 사이드 6 군경찰
아라가
성우 - 니와 마사토
라고우치
성우 - 시모야마 요시미츠
워드
성우 - 야나카 히로시
차이치
성우 - 후쿠하라 카츠미

#### 클랜 CRS
시이코 스가이
성우 - 하나와 마나미
1년전쟁 때 활약했던 전 연방군의 슈퍼 유니컴(에이스 파일럿).
보카타
성우 - 카네다 아이
모스크 한
성우 - 키쿠치 야스히로
검은 삼연성
성우 - 우에다 요지(가이아), 하마다 켄지(오르테가)

#### 그 외의 관계자
타마키 유즈리하
성우 - 쿠기미야 리에
아마테 유즈리하의 어머니.
캄란 블룸
성우 - 오키츠 카즈유키
마코 나가와라
성우 - 이나다 테츠

### 사이드 6
페르가미노
성우 - 사사키 유스케

### 지온 공국

#### UC0085의 소돈 승무원
샤리아 불
성우 - 카와다 신지
UC0085시에는 중령으로 승진해, 소돈을 모함으로서 행방불명이 된 샤아의 수색을 계속하고 있다.
이그자베 올리베
성우 - 야마시타 세이이치로
코모리 하코트
성우 - 후지타 아카네
라싯
성우 - 히로세 사야
UC0085시의 소동 함장.
코왈
성우 - 무라이 유지
소돈의 기술사관
탕기
소돈의 조타사.
오실로
성우 - 나카무라 겐타
소돈의 오퍼레이터.
세파
성우 - 와타나베 리사
소돈의 오퍼레이터.
베노와
성우 - 에고시 아키노리

#### UC0079의 소돈 승무원
샤아 아즈나블
성우 - 신 유키
데님
성우 - 고토 고스케
드렌
성우 - 타케다 타이치

#### 자비가
기렌 자비
성우 - 야마데라 코이치
자비가의 장남.
키시리아 자비
성우 - 나즈카 카오리
지바가의 장녀.
도즐 자비
기렌가의 삼남.
가르마 자비
기렌가의 사남.

#### 그 외의 지온 관계자
마 쿠베
성우 - 스기타 토모카즈
우라간
성우 - 야마시타 타이키
토쿠완
성우 - 사사키 히로오
마리간
성우 - 사이토 소마
프라나간
성우 - 시로쿠마 히로시
시무스 알 바하로프
성우 - 쇼지 우메카
아사브
성우 - 우치야마 코우키

### 지구연방군
파올로 카시어스
성우 - 나카 히로시
템 레이
성우 - 에치고야 코스케
바스크 옴
성우 - 야스모토 히로키
게이츠 캐파
성우 - 무라세 아유무
두 무라사메
성우 - 카네모토 히사코
세일러 마스
샤아의 여동생.

### 카바스의 관
라라아 슨
성우 - 요미야 히나
지구의 창관 '카바스의 관'에서 생활하고 있는 여성. 이상한 분위기를 감싼다.
배니
성우 - 오구라 유이
칸차나
성우 - 히시카와 하나

### 저편의 세계
샤아 아즈나블
성우 - 이케다 슈이치
라라아 슨
성우 - 한 케이코

## 스태프
- 원작 - 야타테 하지메, 토미노 요시유키
- 감독 - 츠루마키 카즈야
- 시리즈 구성 - 에노키도 요지
- 각본 - 에노키도 요지, 안노 히데아키
- 캐릭터 디자인 원안 - 야스히코 요시카즈
- 캐릭터 디자인 - 타케
- 모빌슈트 원안 - 오오카와라 쿠니오
- 메카닉 디자인 - 야마시타 이쿠토
- 애니메이션 캐릭터 디자인·캐릭터 총작화 감독 - 이케다 유미, 코보리 시에
- 애니메이션 메카니컬 디자인·메카닉 총작화 감독 - 김세준
- 디자인 웍스 - 이하라 토시아키, 마에다 마히로, 아베 신고, 마츠바라 히데노리, 이오 타쿠야, 이세키 슈이치, 타카쿠라 타케시, 그림을 그리는 PETER, 아미, mebae, 이나타 와타루, 미즈노 신야, 오오무라 유스케, 이즈부치 유타카, 마스다 토모코, 린 준분, 안노 히데아키, 츠루마키 카즈야
- 미술 설정·미술 감독 - 카토 히로시
- 컨셉 아트 - 우에다 하지메
- 색채 설계 - 이노우에 아키코
- CGI 감독 - 스즈키 타카시
- CGI 애니메이션 디렉터 - 이와사토 마사노리, 모리모토 시그마
- CGI 모델링 디렉터 - 와카츠키 신타로, 쿠스도 료스케
- CGI 테크니컬 디렉터 - 쿠마가야 슌스케
- CGI 아트 디렉터 - 코바야시 히로야스
- 그래픽 디자인 디렉터 - 자마 카요코
- 비주얼 디벨롭먼트 디렉터 - 치아이 요스케
- 촬영 감독 - 시오카와 토모유키
- 특수 기술 감독 - 야베 히로아키
- 편집 - 츠지타 에미
- 음향 감독 - 야마다 하루
- 음향 효과 - 야마야 나오토
- 음악 - 테루이 요시마사, 하스오 마사유키
- 주 프로듀서 - 스기타니 유키
- 프로듀서 - 카사이 케이스케, 반자이 마사유키
- 제작(制作) - 스튜디오 카라, 선라이즈
- 제작(製作) - 반다이 남코 필름웍스, 닛폰 TV 방송망

## 주제가
Plazma
요네즈 켄시에 의한 오프닝 테마. 작사·작곡·편곡은 요네즈 켄시.
이젠 어떻게 되든 상관없어(もうどうなってもいいや)
호시마치 스이세이에 의한 엔딩 테마. 작사는 Yuki Tsujimura, 작곡은 Naoki Itai, Yuki Tsujimura, 편곡은 Naoki Itai.
ミッドナイト・リフレクション
NOMELON NOLEMON에 의한 삽입곡. 작사·작곡·편곡은 츠미키.
夜に咲く
호시마치 스이세이에 의한 제3화 삽입곡. 작사는 sakuma., 작곡은 sakuma., 노구치 타이시, 편곡은 노구치 타이시.
欲しいものすべて
오카치 오리카에 의한 제4화 삽입곡. 작곡은 테구이 요시마사, 편곡은 토쿠자와 세이겐.
夏の現在地
오카치 오리카에 의한 제5화 삽입곡. 작사·작곡·편곡은 테루이 요시마사.
水槽の街から
미키마리아에 의한 제5화 삽입곡. 작사·작곡·편곡은 테루이 요시마사.
きえない
NOMELON NOLEMON에 의한 제6화, 제7화 삽입곡. 작사·작곡·편곡은 츠미키.
HALO
NOMELON NOLEMON에 의한 제7화 삽입곡. 작사·작곡·편곡은 츠미키.
BEYOND THE TIME ~뫼비우스의 우주를 넘어서~
TM NETWORK에 의한 제11화 삽입곡. 작사는 코무로 미츠코, 작곡·편곡은 코무로 테츠야.
ビギニング
이노우에 다이스케에 의한 제12화 삽입곡. 작사는 이오기 린, 작곡·편곡은 이노우에 다이스케.
Far Beyond the Stars
Shania Yan에 의한 제12화 삽입곡. 작사·작곡은 테구이 요시마사, 영어 역사는 Lynne Hobday, 편곡은 토쿠자와 세이겐.

## 에피소드 목록
| 화수   | 제목                                                | 각본                        | 그림 콘티                                   | 연출                                        | 캐릭터 작화 감독                                                  | 메카닉 작화 감독                                                        | 방송일         |
| ------ | --------------------------------------------------- | --------------------------- | ------------------------------------------- | ------------------------------------------- | ----------------------------------------------------------------- | ----------------------------------------------------------------------- | -------------- |
| 제1화  | 赤いガンダム 붉은 건담                              | 에노키도 요지               | 츠루마키 카즈야                             | 츠루마키 카즈야                             | 이케다 유미 코보리 시에                                           | 김세준                                                                  | 2025년 4월 9일 |
| 제2화  | 白いガンダム 하얀 건담                              | 안노 히데아키               | 안노 히데아키 마에다 마히로 츠루마키 카즈야 | 코마츠다 다이젠                             | 마츠바라 히데노리                                                 | 아베 신고                                                               | 4월 16일       |
| 제3화  | クランバトルのマチュ 클랜 배틀의 마츄               | 에노키도 요지               | 츠루마키 카즈야 야타베 토코                 | 야타베 토코                                 | 나카무라 마유미                                                   | 아사노 겐                                                               | 4월 23일       |
| 제4화  | 魔女の戦争 마녀의 전쟁                              | 에노키도 요지               | 아라키 테츠로 츠루마키 카즈야               | 아라키 테츠로                               | 이세키 슈이치                                                     | 아사노 겐                                                               | 4월 30일       |
| 제5화  | ニャアンはキラキラを知らない 냐안은 키라키라를 몰라 | 에노키도 요지               | 마에다 마히로 츠루마키 카즈야               | 쿠라토미 코헤이                             | 혼다 히로유키 테라오 히로유키 와타베 타카요시 mebae 나카지마 리에 | 모리 히로유키 오오나미 후토시 오다 히로야스 테라오 켄지 테라오 히로유키 | 5월 7일        |
| 제6화  | キシリア暗殺計画 키시리아 암살 계획                 | 에노키도 요지               | 타카무라 카즈히로 츠루마키 카즈야           | 나카니시 모토키                             | 야마구치 아오이                                                   | 나카지마 타케루                                                         | 5월 14일       |
| 제7화  | マチュのリベリオン 마츄의 리벨리온                  | 에노키도 요지               | 마에다 마히로 츠루마키 카즈야               | 이토 신노스케                               | 오오타케 마모루 오사베 슈타                                       | 코마츠 에이지                                                           | 5월 21일       |
| 제8화  | 月に墜ちる 달에 떨어지다                            | 안노 히데아키               | 츠루마키 카즈야                             | 코마츠다 다이젠                             | 마츠바라 히데노리                                                 | 아베 신고                                                               | 5월 28일       |
| 제8화  | 月に堕ちる 달에 떨어지다                            | 에노키도 요지               | 츠루마키 카즈야                             | 야타베 토코                                 | 나카무라 마유미                                                   | 아베 신고                                                               | 5월 28일       |
| 제9화  | シャロンの薔薇 샤론의 장미                          | 에노키도 요지 안노 히데아키 | 사와 신페이 츠루마키 카즈야                 | 쿠라토미 코헤이                             | 나카지마 리에                                                     | 오오나미 후토시                                                         | 6월 4일        |
| 제10화 | イオマグヌッソ封鎖 요마간토 봉쇄                    | 에노키도 요지               | 테라오카 이와오 츠루마키 카즈야             | 아베 모리히토                               | 코타니 쿄코 나가오 히로키 나카무라 유미코 시마무라 히데카즈       | 쿠라모토 카즈키 히라오카 마사키 쿠스메기 신야                           | 6월 11일       |
| 제11화 | アルファ殺したち 알파 킬러들                        | 에노키도 요지               | 우에무라 유타카 츠루마키 카즈야             | 이토 신노스케                               | 코타니 쿄코 나가오 히로오 나카무라 유미코 시마무라 히데카즈       | 코마츠 에이지 스즈키 칸타 모리 히로유키                                 | 6월 18일       |
| 제12화 | だから僕は… 그러기에 나는…                          | 에노키도 요지               | 츠루마키 카즈야                             | 츠루마키 카즈야 야타베 토코 코마츠다 다이젠 | 이세키 슈이치 나카무라 마유미 마츠바라 히데노리                   | 김세준                                                                  | 6월 25일       |